# Associatie van gemeenschappen van Charles de Foucauld
De associatie van gemeenschappen van Charles de Foucauld, ook wel aangeduid als geestelijke (of spirituele) familie van Charles de Foucauld, is een overkoepelend geheel van geestelijke gemeenschappen, die geïnspireerd zijn door het voorbeeld van de rooms-katholieke priester-Missionaris Charles de Foucauld (1858–1916). Deze gemeenschappen worden ook wel broederschappen of fraterniteiten (Frans: fraternités) genoemd, aangezien de leden willen leven als broeders en zusters. Bij de associatie behoren de volgende gemeenschappen (met stichtingsjaar):

## Instituten van gewijd leven (congregaties en seculiere instituten)

### Voor priesters
- Priesterbroederschap van Jezus Caritas (1951)

### Voor leken (vrouwen en mannen)
- Kleine Broeders en Zusters van de Incarnatie (1976/1985)

### Voor leken (vrouwen)
- Kleine Zusters van het Heilig Hart (1933)
- Kleine Zusters van Jezus (1939)
- Kleine Zusters van het Evangelie (1963)
- Kleine Zusters van Nazareth (1966)
- Kleine Zusters van het Hart van Jezus (1977)

### Voor leken (mannen)
- Kleine Broeders van Jezus (1933)
- Kleine Broeders van het Evangelie (1956)
- Kleine Broeders van het Kruis (1980)
- Kleine Broeders van Jezus Caritas (1969)

## Gemeenschappen van apostolisch leven en gemeenschappen van Christusgetrouwen
- Groep Charles de Foucauld (1923)
- Fraterniteit van Jezus Caritas (1952)
- Seculiere Broederschap (1952–1953)
- Unie - Sodaliteit (Charles de Foucauld) (1955)
- Communita de Jésus (1968)
- Fraterniteit Charles de Foucauld (1992)